# Königspalme

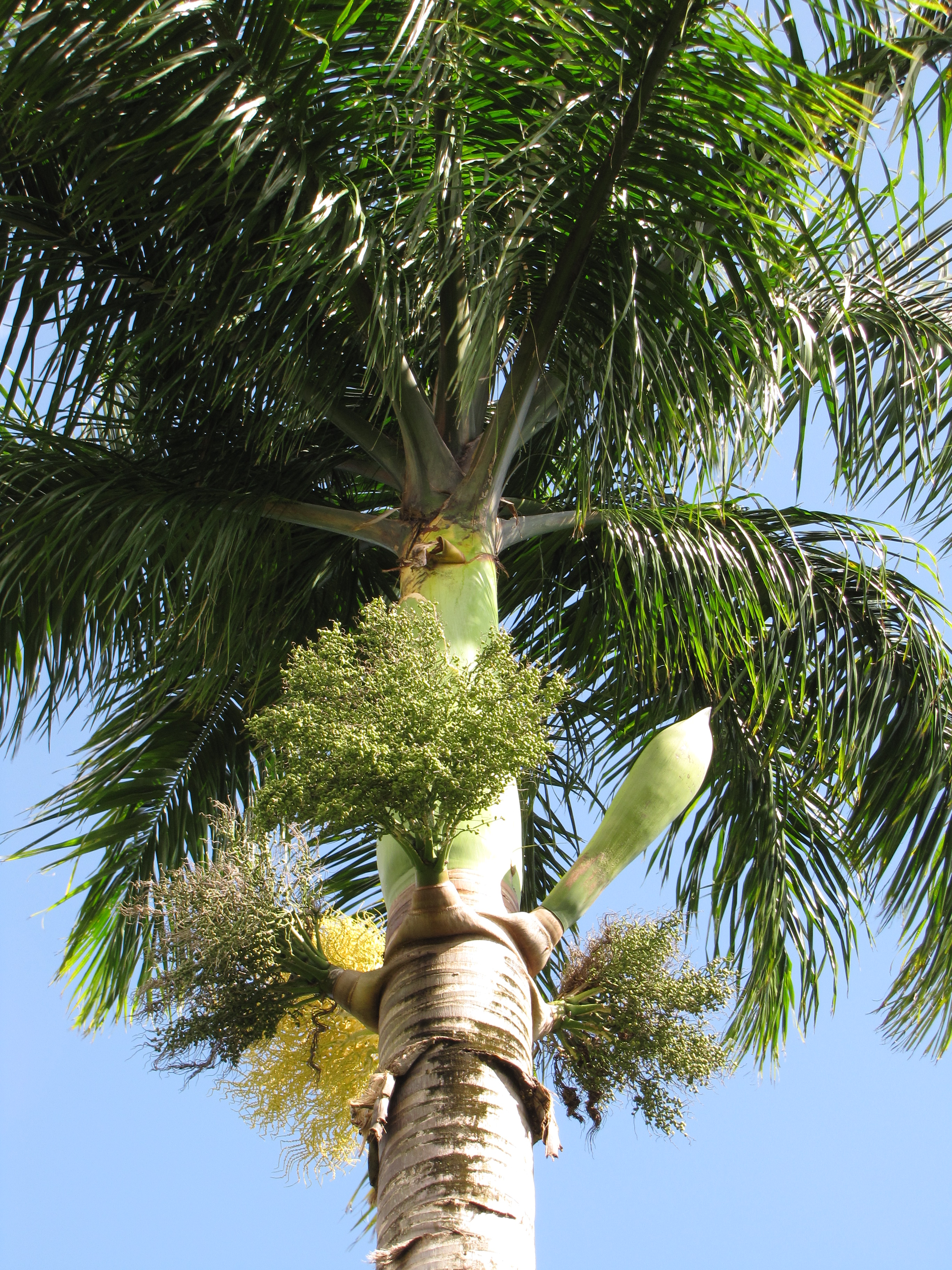
Königspalme mit Blüten

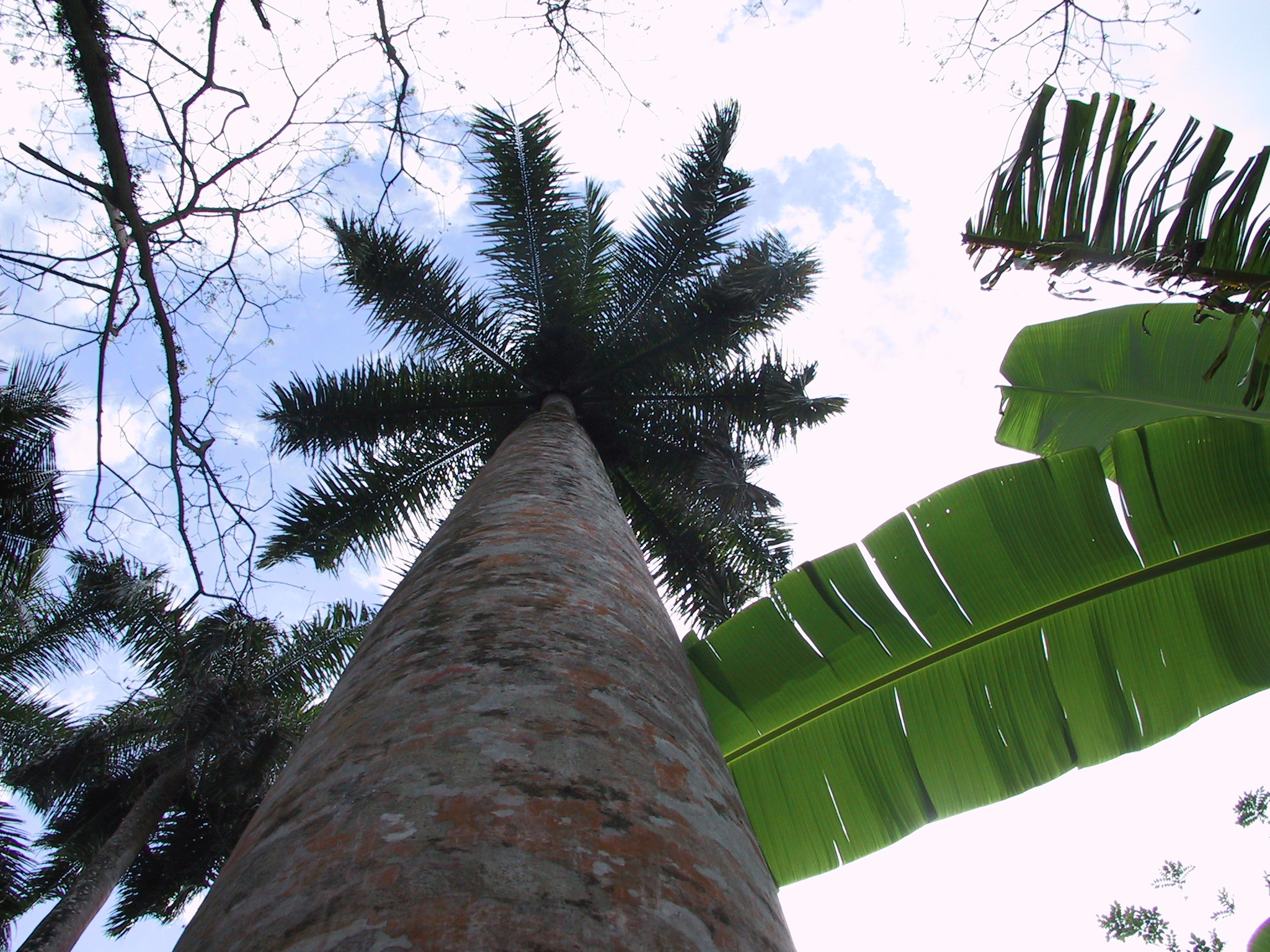
Königspalme

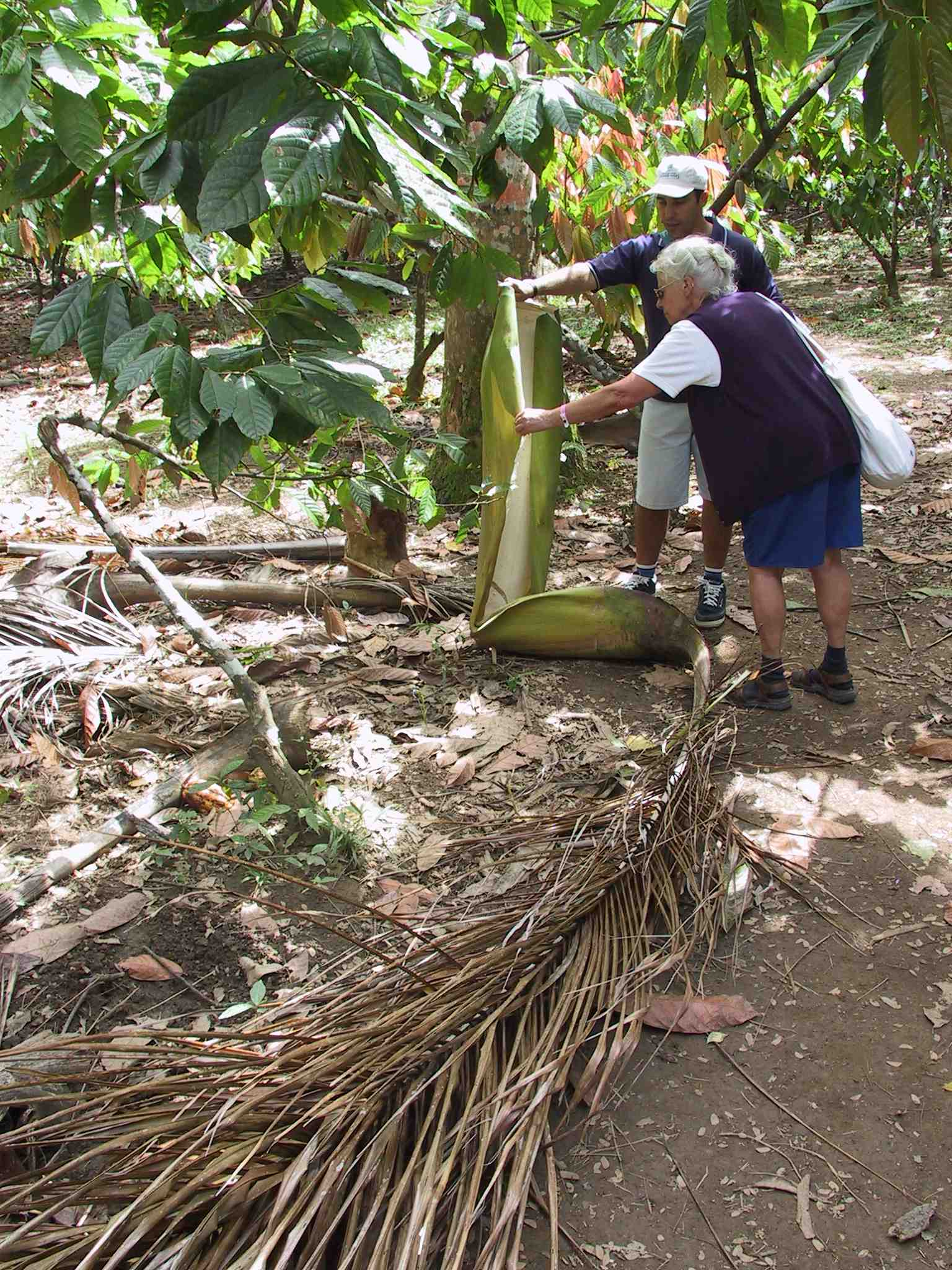
Herabgefallenes Blatt der Roystonea regia

Die Königspalme (Roystonea regia) ist eine in der Karibik heimische Pflanzenart aus der Familie der Palmengewächse (Arecaceae). Sie ist in tropischen und subtropischen Gebieten eine weit verbreitete Zierpflanze.

## Merkmale
Der Stamm ist bis 20 m, selten bis 30 m hoch bei einem Durchmesser von 37 bis 57,5 cm, die Oberfläche ist grau-weiß. Die Krone besteht aus rund 15 Blättern. Die untersten Blätter hängen unter die Waagrechte herab. Der Kronenschaft ist wie bei allen Vertretern der Gattung auffallend grün, und rund 2 m lang. Der Blattstiel ist bis zu 50 cm, die Rhachis rund 4 m lang. Die mittleren Fiederblättchen sind 63 bis 119 cm lang und 2,5 bis 4,6 cm breit. 
Der Blütenstand ist rund 1 m lang und ebenso breit. Das Vorblatt ist rund 36 cm lang und 7,3 cm breit, das Hochblatt am Blütenstandsstiel ist 0,8 bis 1,6 m lang und 9,8 bis 13 cm breit, am breitesten dabei in der Mitte. Die Seitenäste des Blütenstands sind 11 bis 31 cm lang und haben einen Durchmesser von 0,9 bis 2,3 cm. Die männlichen Blüten sind weiß. Die Kelchblätter sind dreieckig, 0,8 bis 1,4 mm lang und 0,9 bis 2 mm breit. Die Kronblätter sind elliptisch bis oval, 2,5 bis 6,4 mm lang und 2,2 bis 3,5 mm breit. Es gibt 6 bis 9 Staubblätter, die 3,2 bis 7,5 mm lang sind. Die Staubfäden sind ahlenförmig und 2,3 bis 5,6 mm lang, die Antheren sind 2,4 bis 4,5 mm lang. Das Stempelrudiment ist sehr klein. Die weiblichen Blüten sind ebenfalls weiß, die Kelchblätter sind nierenförmig, 0,7 bis 1,8 mm lang und 1,8 bis 3,4 mm breit. Die Kronblätter sind oval und 2,7 bis 3,7 mm lang. Die Staminodien sind sechslappig, 1,3 bis 2,8 mm lang und im unteren Teil verwachsen. Das Gynoeceum ist 1,1 bis 3,5 mm lang bei einem Durchmesser von 0,9 bis 2,6 mm. 
Die Früchte sind kugelig bis ellipsoidisch und dorsiventral etwas zusammengedrückt. Sie sind 8,9 bis 15,1 mm lang, dorsiventral 6,9 bis 11,2 mm dick und 7 bis 10,9 mm breit. Das Exokarp ist purpur-schwarz, der Narbenrest flach. Das Endokarp ist ellipsoidisch und 7,5 bis 11,1 mm lang.

## Verbreitung und Standorte
Die Königspalme wächst in den Hügeln und Tälern von Kuba. In Florida kommt sie in den Counties Collier, Dade und Monroe vor und wächst hier auf den Hammocks der Everglades, kleinen Erhebungen aus Kalkstein. Weitere natürliche Vorkommen befinden sich auf der Halbinsel Yucatán und an der Golfküste von Mexiko, in Belize und Honduras, sowie auf den Kaimaninseln, möglicherweise auch auf den Bahamas. Die Art wird in den Tropen und Subtropen weltweit verbreitet angepflanzt und verwildert leicht bzw. bürgert sich leicht ein. Solche von kultivierten Beständen abstammende Populationen wurden häufig für indigen angesehen, so in Panama, Costa Rica oder Guyana.

## Taxonomie und Systematik
Die Nomenklatur von Roystonea regia ist kompliziert, es wurden etliche Synonyme publiziert. Roystonea regia wurde zunächst von Karl Sigismund Kunth 1816 als Oreodoxa regia im ersten Band der von Alexander von Humboldt, Aimé Bonpland und Kunth herausgegebenen Nova genera et species plantarum Seite 305 (ed. qu.); 244 (ed. f.). Die Art wurde 1900 von Orator Fuller Cook in Science, an Illustrated Journal neue Serie Band 12 Seite 479 in die neue Gattung Roystonea überführt. 
Die Populationen in Florida waren lange als eigene Art Roystonea elata bekannt. Dieser Name geht zurück auf William Bartram, der 1791 eine Palma elata beschrieben hatte. Nach den Nomenklaturregeln hätte dieser Name Priorität, jedoch wurde aufgrund der weiten Verbreitung des Namens Roystonea regia dieser bzw. sein Basionym Oreodoxa regia gegenüber Palma elata konserviert.

## Nutzung
Auf Kuba wird die Königspalme für Nutzholz, die Blätter zum Dachdecken und die Früchte als Schweinefutter verwendet. Weltweit in den Tropen und Subtropen wird sie als Zierpflanze angepflanzt. Sie gilt als die am häufigsten kultivierte Zierpalme. 

## Belege
- Scott Zona: Roystonea (Arecaceae: Arecoideae). In: Flora Neotropica. Band 71, 1996, S. 1–35 (JSTOR).